# Carl Welschou
Carl Welschou (født 18. april 1942) er en tidligere dansk bokser i sværvægtsklassen.
Carl Welschou boksede som amatør for IK Vigerslev, og vandt det danske mesterskab 2 gange (1960-61). Carl Welschou deltog i de nordiske mesterskaber i Oslo i 1961, hvor han vandt sølvmedalje. 
Efter deltagelsen i de nordiske mesterskaber blev Welscou professionel, og han debuterede ved et stævne den 5. oktober 1961 mod franskmanden Rene Goubelle, der med 8 nederlag i 11 kampe ikke overraskende sikrede Carl Welschou en succesfuld debut.
I sin 4. kamp som professionel mødte Welschou landsmanden Finn Jensen i en kamp, der var annonceret som det danske mesterskab i sværvægt. Carl Welschou vandt på point efter 10 omgange. Efter denne succes lykkedes det imidlertid kun Welschou at vinde 3 af de næste 13 kampe.
I sin første professionelle kamp udenfor Skandinavien mødte Welschou den 11. maj 1964 i Napoli den italienske OL-guldvinder fra Sommer-OL 1960 Francesco De Piccoli. Welschou blev slået ud i 4. omgang. Herefter fulgte yderligere 4 knockout nederlag i træk, og Carl Welschou valgte at indstille karrieren i 1965. 
Carl Welschou opnåede 17 kampe som professionel, hvoraf 7 blev vundet (én før tid), 9 tabt (7 før tid), og én uafgjort.